# Leval (Norte)
 Leval  es una población y comuna francesa, en la región de Norte-Paso de Calais, departamento de Norte, en el distrito de Avesnes-sur-Helpe y cantón de Berlaimont.
Está integrada en la Communauté d'agglomération Maubege Val de Sambre.

## Demografía
| 1890 | 1916 | 2401 | 2598 | 2591 | 2393 |
| Para los censos de 1962 a 1999 la población legal corresponde a la población sin duplicidades (Fuente: INSEE [Consultar]) |      |      |      |      |      |

Forma parte de la aglomeración urbana de Aulnoye-Aymeries